# تيد كونلي
تيد كونلي (بالإنجليزية: Ted Connelly)‏ هو سياسي أسترالي، ولد في 6 نوفمبر 1918، وتوفي في 17 سبتمبر 2013. حزبياً، نشط في حزب العمال الأسترالي (فرع جنوب أستراليا) ‏. وقد انتخب Speaker of the South Australian House of Assembly ‏ (5 أغسطس 1975 – 16 سبتمبر 1977) وانتخب عضو مجلس النواب جنوب أستراليا من الجمعية عن دائرة Electoral district of Pirie ‏ وقد انضم خلال فترته النيابية (12 يوليو 1975 – 16 سبتمبر 1977)  للكتلة البرلمانية حزب العمال الأسترالي (فرع جنوب أستراليا) ‏.